# Geschiedenis van Tielt

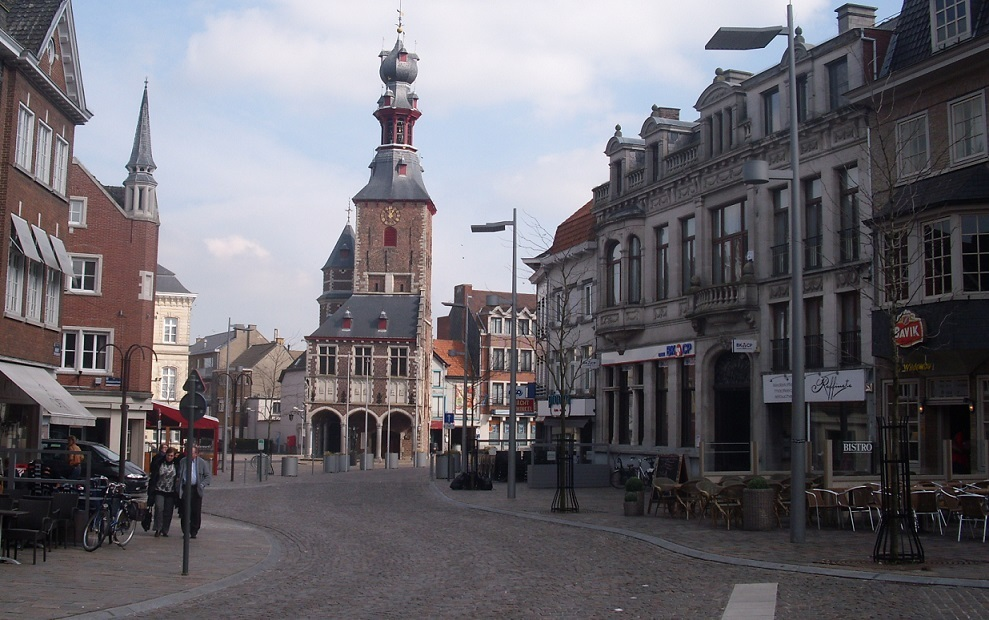
De markt van Tielt met in het midden de hallentoren

De geschiedenis van Tielt als stad begon tussen het jaar 1237 en het jaar 1275, toen het voor de eerste keer uitdrukkelijk als stad vernoemd werd. Deze plaats was echter al lange tijd bewoond geweest. Tijdens de Gallische Oorlog werd het gebied bezet door de Romeinen. Dat bleef het voor ongeveer vijfhonderd jaar, totdat het ingenomen werd door de Franken. 
In 1105 wordt Tielt voor het eerst vermeld, en het kreeg in de dertiende eeuw stadsrechten. In het ancien régime kreeg Tielt het hard te verduren door doortrekkende legers, voedseltekorten en plunderingen. 
Tijdens de Eerste Wereldoorlog was in Tielt het hoofdkwartier van het Duitse vierde leger gevestigd in een aantal Tieltse herenhuizen. Aan het einde van de Tweede Wereldoorlog, toen Tielt wederom bezet was door de Duitsers, werd het bevrijd door de 1e Poolse Pantserdivisie onder generaal Maczek.

## Vroegste geschiedenis

### Prehistorie

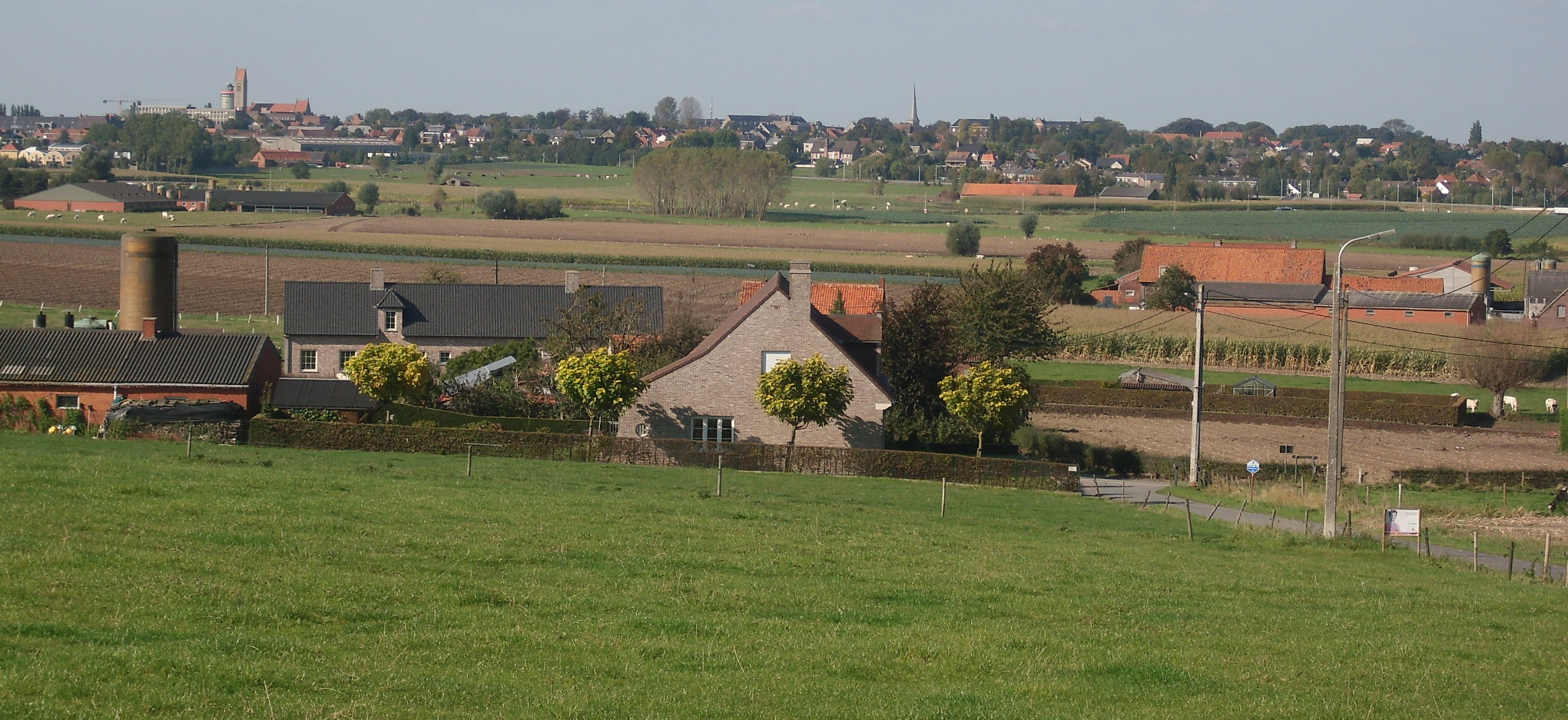
Tielt

Het gebied rond het Plateau van Tielt dat na de laatste ijstijd tot een eikenbos was geëvolueerd, bleef tot de achtste eeuw grotendeels met bos bedekt. Het lijkt erop dat dit bos met zijn talrijke bronnen, poelen en beken in het mesolithicum en neolithicum een gunstige omgeving voor jager-voedselverzamelaars geweest moet zijn.
De eerste bewijzen van menselijke aanwezigheid in Tielt werden in het begin van de twintigste eeuw per toeval verzameld. In de jaren 1990 door systematische veldprospectie werden verschillende silexartefacten gevonden. De meeste hiervan stammen uit het meso- en neolithicum. Anderen stammen dan weer uit het middenpaleolithicum. Dit alles duidt op een meer dan toevallige aanwezigheid van de prehistorische mens. 
Ook bronzen voorwerpen, sieraden en aardewerk werden gevonden, die wijzen op de aanwezigheid van mensen tijdens de bronstijd. Met luchtfotografisch onderzoek werden eveneens cirkelkleurige bodemverkleuringen opgemerkt, mogelijke restanten van grafheuvels. 
Hoewel de aanwijzingen schaars zijn, tonen ze dat er in Tielt een sedentaire neolithische cultuur gevestigd was, die verder ging tijdens de bronstijd en de ijzertijd tot aan de tijd van de Romeinen.

### Romeinse tijd

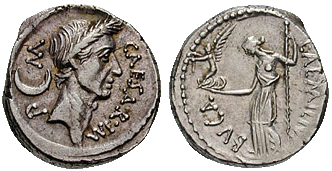
Munt met daarop Julius Caesar

Traditioneel begint de geschiedenis over de gebieden rond Tielt met de campagnes van Julius Caesar tijdens de Gallische Oorlog. Er zijn echter geen bewijzen van zijn aanwezigheid in Tielt, en eveneens ontbreekt ook elke aanwijzing dat de Romeinse veldheer zelf het gebied van de Menapii, de Gallische stam die daar woonde, veroverde. 
Rond het begin van de jaartelling startte de administratieve indeling van de veroverde gebieden in Gallië. Tielt lag toen in de civitas Menapiorum, een van de stamgebieden binnen de provincie Gallia Belgica. Dit gebied kende op enkele invallen van de Bataven (69-70) en de Chatten en Chauken (172-174) twee eeuwen van Pax Romana en een toenemende integratie in het Romeinse Rijk.
Tijdens het late keizerrijk verbond het groeiende wegennet in Belgica Secunda de bevolkingsconcentraties in dat gebied, maar de vraag blijft of er ook zo'n weg door Tielt liep. Het is echter wel waarschijnlijk door het strategisch belang.
De Germaanse invallen begonnen op het einde van de derde eeuw de Romeinse provincies in Gallië onder druk te zetten. Dit leidde uiteindelijk tot het herschikken van de Romeinse provincies in civitates in 293. Tielt werd ingedeeld in de civitas Turnacensium, waarvan Doornik het centrum was. Nieuwe invallen in Noord-Gallië in het begin van de vijfde eeuw maakten echter definitief een einde aan de Romeinse heerschappij in dit gebied. 
De gebieden werden nu bezet door de Salische Franken. Zij vestigden zich echter op andere plekken, waardoor de Romeinse villae onder het zand raakten of overgenomen werden door het bos.

## Middeleeuwen

### Franken
In de vijfde eeuw kwamen de verschillende Frankische koninkrijkjes tot stand, waaronder dat van Merovech. Onder zijn zoon Childerik en kleinzoon Clovis breidden ze uit tot het Frankische Rijk. Daarin werden de civitates vervangen door pagi. Tielt lag in de pagus Mempsicus. Maar ook voor deze periode zijn er erg weinig gegevens over Tielt zelf. Met uitzondering van enkele opgravingen zijn er over deze periode in heel West-Vlaanderen bijna geen archeologische vondsten voorhanden.
De pagus Mempsicus kreeg het in de negende eeuw zwaar te verduren toen de Noormannen de valleien van de Leie en de Schelde terroriseerden. Of ook de streek rond Tielt door hen geplunderd werd, is echter niet bekend. Toch hadden hun invallen sowieso ingrijpende gevolgen voor de machtsverhoudingen binnen de pagus. De grootgrondbezitters waren weggevlucht, waardoor het platteland jarenlang ontredderd achterbleef. Door de afwezigheid van een centraal gezag zagen ambtenaren van koninklijke domeinen de kans schoon om de controle over te nemen en de landerijen voor eigen rekening uit te baten.
Toen de Noormannen in 883 definitief vertrokken waren, profiteerde Boudewijn II, de graaf van de pagus Flandrensis, van het ontstane machtsvacuüm door onder andere de pagus Aarenburg en de pagus Mempsicus in te palmen. Hij was zo de stichter van het graafschap Vlaanderen. Door hemzelf en zijn zoon Arnulf I was Vlaanderen een machtig graafschap geworden.

### Tielt als stad

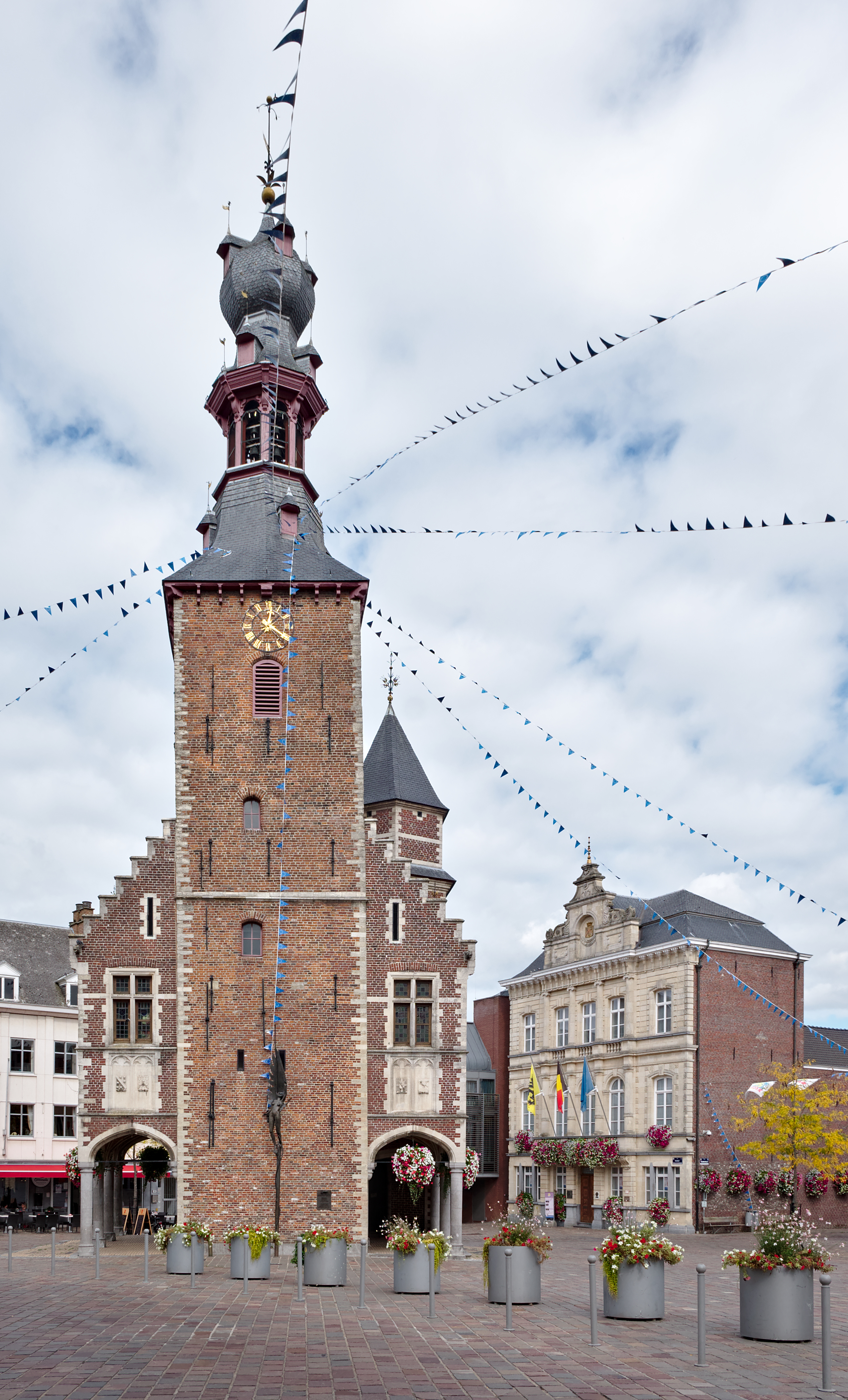
De hallentoren van Tielt

In de omgeving van Tielt konden in de Karolingische tijd heel wat dorpen aangetroffen worden, onder meer die van Wakken (villa Wackinis), Aalter (villa Halestra) en Kanegem (villa Caningahem). De villa (wat nu dus eigenlijk 'dorp' betekende) "die Tielt genoemd wordt", kan echter maar voor het eerst teruggevonden worden in een document uit 1105.
De verstedelijking in Vlaanderen was in de tiende eeuw al op gang gekomen, maar toch was dit nog niet zo duidelijk in de meeste Vlaamse steden in de elfde eeuw. Het proces raakte echter in een stroomversnelling toen graven Diederik en Filips van de Elzas in hun duel met de adel aan een aantal opkomende steden privileges toestonden. Tussen 1165 kregen onder meer Ieper, Gent, Brugge en Rijsel stadsrechten dankzij hun loyaliteit aan de graaf. Kleinere woonkernen kregen die rechten in het laatste kwart van de twaalfde eeuw. In die tijd vertoonde Tielt nog maar weinig stadskenmerken. In die tijd waren steden vaak met stadswallen omringd. Er wordt beweerd dat Tielt in 1172 een stadsmuur had, maar dit wordt tegengesproken: "Geen enkele betrouwbare tekst komt die bewering staven." Er is ook nooit een spoor van een stadsmuur gevonden. Toch suggereren toponiemen als 'de Keidam' of 'het Overdamse' het bestaan van vroegere verdedigingswerken rond de stad.
Tielt werd pas in de dertiende eeuw een stad. Een keure die dit bevestigt bleef echter niet bewaard, of heeft misschien zelfs nooit bestaan. 
Op het einde van de dertiende eeuw werd ook het belfort van Tielt, oftewel de hallentoren, gebouwd. Het belfort werd gekoesterd als symbool van de vrijheid van Tielt. Na branden, oorlog of natuurgeweld werd deze toren steevast hersteld.

### Vlaanderen tegen Frankrijk
Heel wat conflicten tussen Vlaanderen en de Franse koning domineerden het begin van de veertiende eeuw. De koning wilde de feodale band met het graafschap nauwer aanhalen en speelde om dit te bereiken in op de vete tussen de verschillende huizen van Vlaanderen. Graaf Gwijde van Dampierre probeerde met de hulp van de Vlaamse steden de inmenging van de koning te beperken. Het conflict leidde in 1302 tot de Guldensporenslag, waarin ook 'Jan, heer van Aarsele' en 'Pieter de Schrivere' uit Tielt meevochten. In 1304 eindigde de Slag bij Pevelenberg onbeslist, en de zoon van Gwijde van Dampierre zag zich gedwongen het Verdrag van Athis-sur-Orge te ondertekenen; Vlaanderen diende hierin in te staan voor de herstelbetalingen van de oorlog. De Vlaamse steden moesten zich jarenlang inspannen om te kunnen betalen. Dit viel de hele bevolking, dus ook die van Tielt, zeer zwaar.

### Plunderingen van Tielt

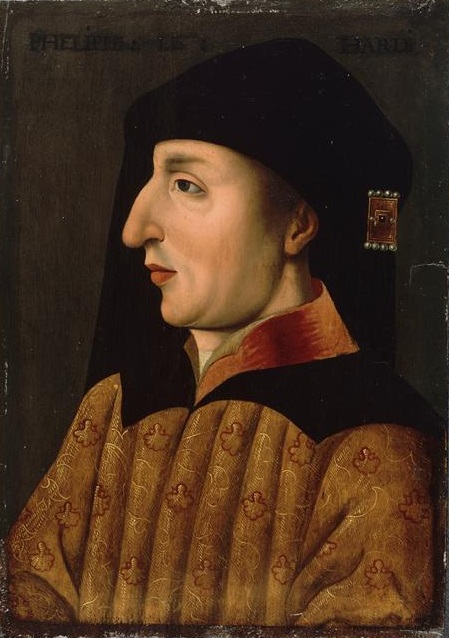
Filips de Stoute

Tijdens de Honderdjarige Oorlog verlichtte Frankrijk zijn grip op Vlaanderen een beetje. Hierdoor kwam het tot kleinere conflicten tussen de verschillende steden in Vlaanderen. Zo vielen de Gentenaars gebieden binnen om het economische leven in de andere steden te ontwrichten. In 1381 kwamen de Gentenaars delen van Tielt in brand steken. Zowat de hele stad was in puin achtergelaten. Het was een van de grootste catastrofes in de Tieltse geschiedenis.
Deze conflicten ontaardden tot een opstand tegen Filips de Stoute, de hertog van Vlaanderen en Bourgondië – Vlaanderen was overgegaan op de hertog van Bourgondië. Hij riep de hulp in van de Franse koning. In 1382 versloeg het Franse leger de Gentenaars en hun bondgenoten. Deze slag had ook belangrijke gevolgen voor Tielt. 146 inwoners van de gebieden rond Tielt sneuvelden. Wie zich achter de Gentenaars had geschaard, zag zijn eigendommen verbeurd worden. Na de slag stuurde Filips aan op een verzoening met de Vlaamse steden, en het kwam in 1385 tot een vrede met de Gentse opstandelingen. De geconfisqueerde gronden werden teruggegeven aan de vorige eigenaars en in dat jaar werden de rechten en vrijheden van de Tieltenaren bevestigd. In 1393 stond hij hen toe om een vrije jaarmarkt te houden. 
In 1452 kwam Gent opnieuw in opstand door een nieuwe belasting op graan en zout. Tijdens het neerslaan van de rebellie werd Tielt onder de voet gelopen. Het Bourgondische leger en de Gentenaars staken de stad opnieuw in brand. Al het bruikbare materiaal werd naar Gent overgebracht. 
In 1486-1492 brak er weer een conflict tussen Gent en Brugge uit. Een aantal Gentenaars werd later gevangengenomen en onthoofd in Kortrijk omdat ze deze gebieden onveilig maakten. De andere Gentenaars koelden hun woede op Tielt. Ze vielen weer binnen en staken de stad wederom in brand. Het Tieltse begijnhof werd ook vernietigd. De vernietigingen waren zo aanzienlijk dat de regent van Vlaanderen in 1492 de bevolking uitstel van betaling van belastingen verleende.

## Nieuwe Tijd

### Tachtigjarige en Dertigjarige Oorlog

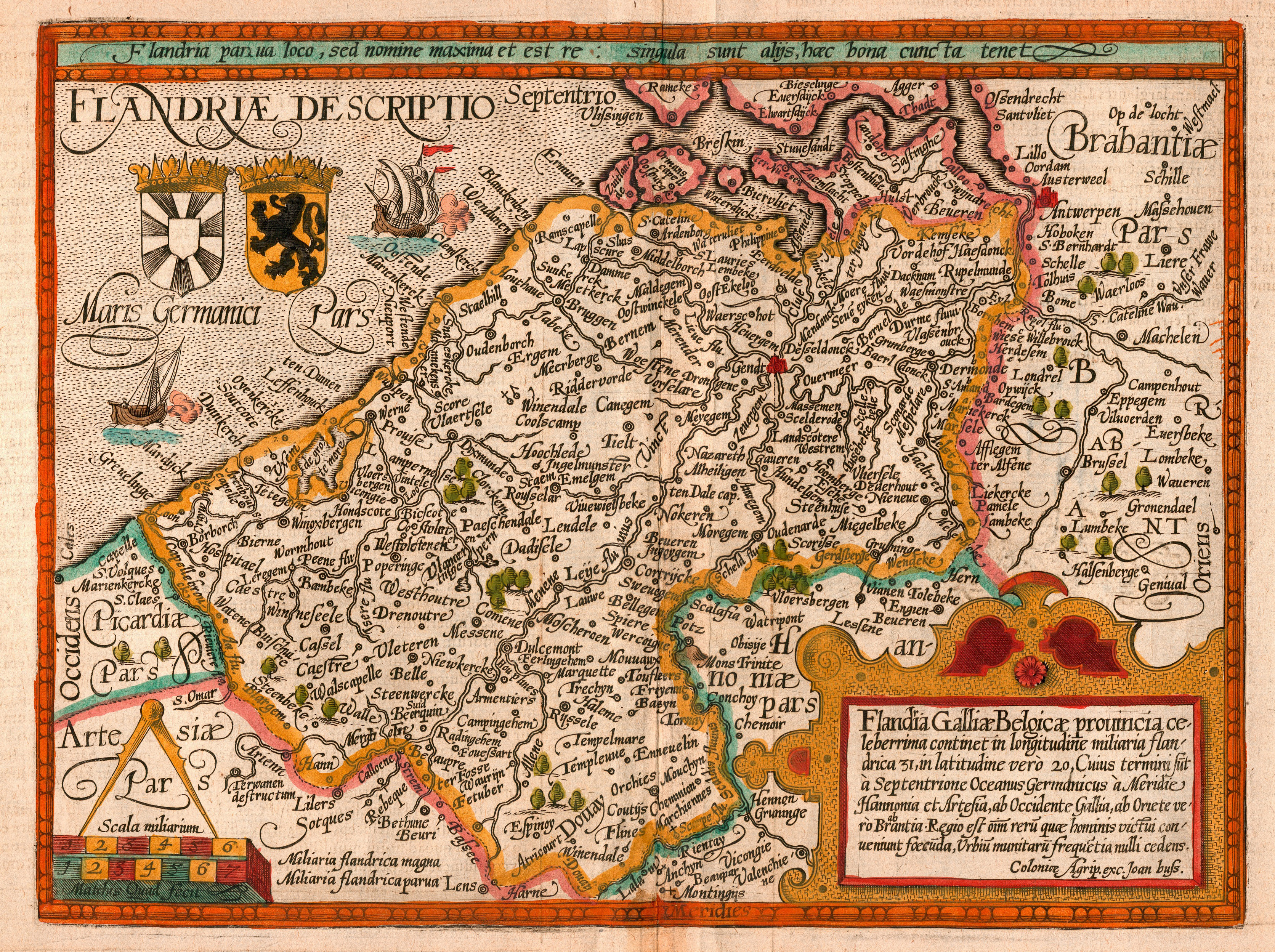
Kaart van het graafschap Vlaanderen uit 1609 met Tielt ongeveer in het midden

De Tachtigjarige Oorlog zorgden voor nog meer problemen rond Tielt. Franse en Spaanse troepen wisselden elkaar af als bezetters. Door de oorlog viel het economische leven stil en de bevolking sloeg massaal op de vlucht. In 1578 werd de stad geplunderd en in brand gestoken door het leger dat er toen passeerde. Ook in de jaren daarna stond Tielt meerdere keren in brand. Het zou nog vele decennia duren voor Tielt weer zou kunnen opklimmen uit het dal waarin het zich nu bevond. 
Het Twaalfjarig Bestand bracht in 1609 uiteindelijk enig soelaas. De vroegere bewoners van Tielt kwamen op grote schaal terug en de heropbouw van de stad begon. Dit was echter niet meer dan een interbellum, want de oorlog laaide erna weer op. Ondertussen was ook de Dertigjarige Oorlog tussen Frankrijk en Spanje uitgebroken. De Verenigde Provinciën kozen vanzelfsprekend partij tegen Spanje. In 1631-2 had Tielt erg te lijden van doortrekkende en kamperende soldaten. Deze huurlingen van de Spaanse koning eisten gewoon op wat ze nodig hadden. Tot overmaat van ramp leidde het verblijf van die massa's soldaten tot het uitbreken van een pestepidemie. 
In 1643 versloeg het Franse leger het Spaanse bij Rocroi en het stroomde Vlaanderen binnen terwijl de Spanjaarden zich terugtrokken. De Fransen namen Tielt in en plunderden de stad. De Sint-Pieterskerk en veel huizen in het centrum werden in brand gestoken. Ze werd daarna weer ingenomen en daarna weer door de Fransen, en ook nu werd de stad weer geplunderd. De plunderingen bleven nog enkele jaren doorgaan. 
De Vrede van Münster maakte een einde aan de Tachtigjarige Oorlog, maar de Dertigjarige was nog niet voorbij. In 1658 begonnen de beproevingen weer voor Tielt. In juni verwoestten eerst de Spaanse en daarna de Franse soldaten de oogst. Twee maanden later kwam een leger van wel 20.000 man aan in de stad en de plunderingen waren enorm. Hierdoor vluchtten zeer veel Tieltenaren weg. Uit de verlaten huizen namen de Franse soldaten alles wat kon dienen voor de oprichting van hun legerkamp. Hierdoor raakte de stad in grote financiële problemen. De Vrede van de Pyreneeën maakte een voorlopig een eind aan de oorlog tussen Frankrijk en Spanje.

### Lodewijk XIV en de Negenjarige Oorlog

Lodewijk XIV

Vanaf 1661 tot 1715 regeerde Lodewijk XIV over Frankrijk. Hij streefde 55 jaar lang naar de uitbreiding van zijn koninkrijk, samen met de versterking van zijn persoonlijke macht. In de Devolutieoorlog trok zijn leger weer door Tielt en kwam het gebied onder Franse controle. Vlaanderen leed dan weer niet zoveel van de oorlogen die volgden. 
Hier kwam echter verandering in met de Negenjarige Oorlog. Niet alleen Tielt en omgeving, maar ook grote delen van Vlaanderen werden fijngemalen tussen Frankrijk en zijn tegenstanders. 200.000 manschappen van de Franse en geallieerde legers rukten op over Vlaamse bodem. Ze eisten levensmiddelen van de gebieden die zijn passeerden. Hierdoor heerste er een groot tekort aan graan, wat leidde tot vele hongerdoden. Daarbij stegen de oorlogsbelastingen ook nog. In 1695 overrompelden de legers opnieuw de regio van Tielt. De Franse soldaten plunderden de stad weer en staken ze in brand. In dat jaar lag Tielt ook aan de frontlijn. In 1696-7 heerste er een status quo tussen beide partijen. Toch was Tielt nog steeds het slachtoffer van Franse foeragetochten. 
In 1701 ontketende Lodewijk XIV de Spaanse Successieoorlog, en weer werd de regio rond Tielt het slachtoffer van oorlogsgeweld, maar deze keer wel in beperktere mate. In de Vrede van Utrecht stond de Franse koning de Zuidelijke Nederlanden af aan keizer keizer Karel VI. Het was een grote zucht van verlichting van Tielt. Zijn dochter Maria Theresia van Oostenrijk zorgde voor veertig jaar rust en vrede, met grote vooruitgang op alle gebied.

### Nieuwe Franse bezetting
In 1792 werd Vlaanderen opnieuw bezet door Frankrijk,nu door revolutionaire legers. Er volgden veel belastingen, en de druppel die de emmer deed overlopen, was de conscriptiewet voor de oproeping van jonge mannen voor in het Franse leger. Het kwam tot kleine opstanden. Onder Napoleon Bonaparte genoot Tielt echter weer van een periode van rust, maar toch was de bevolking niet zo blij met de Fransen.
Met de Vrede van Amiens kregen de economie en handel een plotse impuls en de Franse markt begon een eersterangsrol te spelen. Dit liet zich voornamelijk voelen in het maken van linnen, waarin Tielt wel erg actief was. Dit hield aan tot in 1814, dus de hele Franse tijd. 
De Slag bij Waterloo, die een einde maakte aan de Franse hegemonie in Europa, beroerden nauwelijks de regio rond Tielt. Dit lag allemaal veel te ver weg van Tielt om van enige betekenis te zijn.

### België
In 1815 werd het Verenigd Koninkrijk der Nederlanden opgericht, dat moest dienen als bufferstaat tegen Frankrijk. De bevolking was echter nog steeds niet tevreden met het nieuwe bewind. Tijdens de Belgische Revolutie gebeurde er echter bijna niets noemenswaardig in Tielt. Na de oprichting van België bleven de problemen van daarvoor, werkloosheid en armoede, er nog altijd. 
De mechanisering zorgde ervoor dat de werkloosheid nog groter werd, waardoor de bevolking nog armer werd. In 1845 brak er een aardappelplaag uit, waardoor er een voedseltekort kwam. Dit zorgde ervoor dat vele bewoners Tielt verlieten. Tegen 1851 was de economische crisis min of meer opgelost, ook al waren de gevolgen ervan nog altijd voelbaar.

## Twintigste eeuw

### Eerste Wereldoorlog

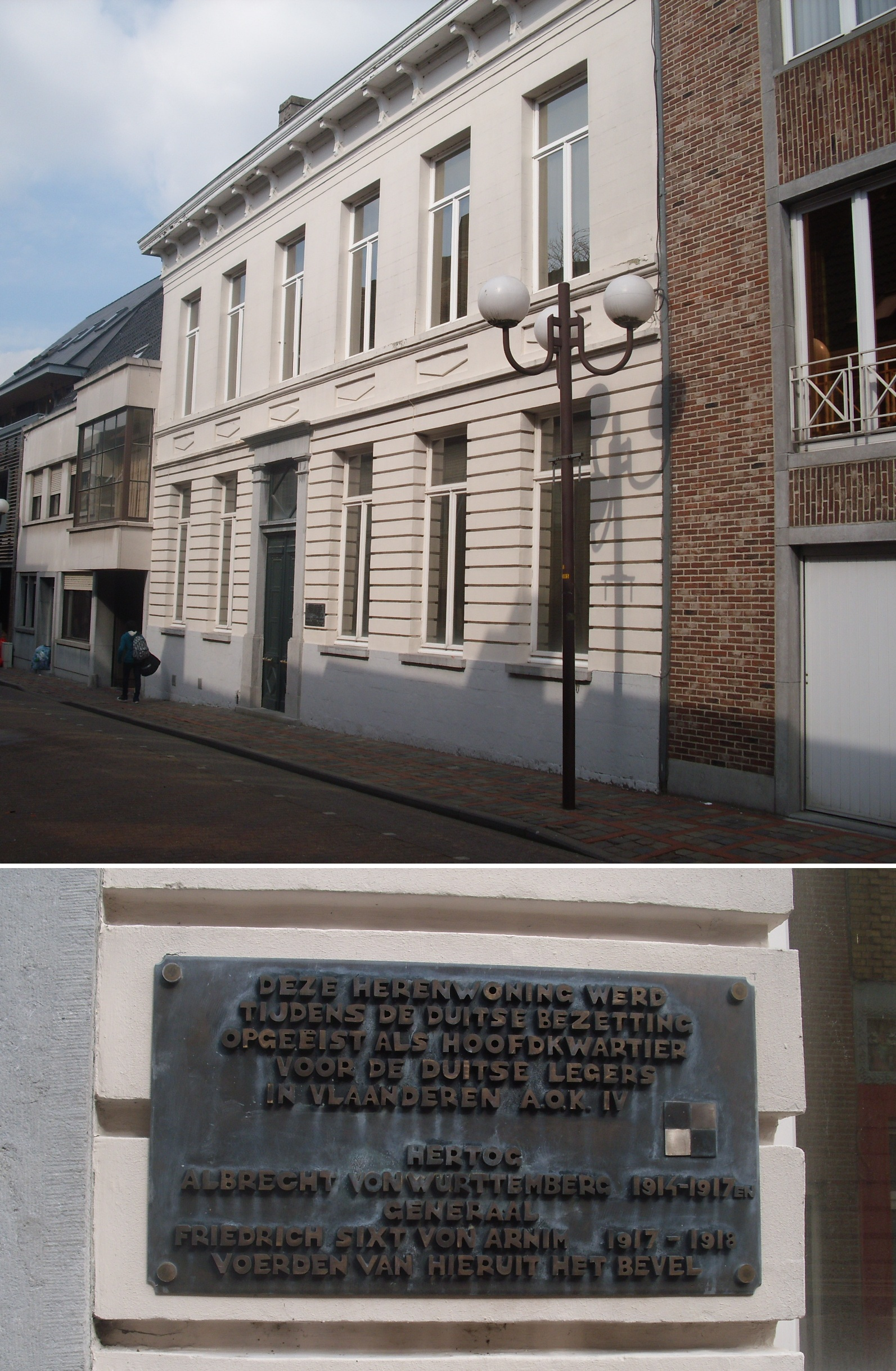
Albrecht von Württemberg, de bevelhebber van het Duitse vierde leger, nam zijn intrek in de Hoogstraat.

In 1914 brak de Eerste Wereldoorlog uit. Op 31 juli bereikten de oproepingsbevelen voor de Tieltse dienstplichtigen de stad. In het einde van augustus 1914 bereikten duizenden vluchtelingen de regio Tielt, opgejaagd door het Duitse leger. Op 26 september werden de eerste bommen op Tielt gegooid vanuit een zeppelin. In drie dagen passeerden vier verschillende legers door Tielt: op 12 oktober het Belgische leger, op 13 oktober een Frans en een Engels leger, en de dag daarna kwam het Duitse leger aan. Eind oktober 1914 werd het opperbevel over het vierde Duitse leger vanuit Gent naar Tielt verplaatst. Dit commando bleef daar tot in 1918.
Vier jaar lang werd de strategie van de Duitsers in de Westhoek in Tielt op papier gezet, waaronder ook de eerste gasaanval van 22 april 1915. De Duitse legerleiding telde ongeveer 500 man aan bevelhebbers en entourage. Zo werd Tielt de 'hoofdstad' van het zogenaamde 'Etappengebied', bezet België ten westen van de Schelde. Dit was zo omdat de Duitse legerleiding stedelijke infrastructuur nodig had voor haar administratie en beslissingscentra. Gent lag te ver van het front en Roeselare te dicht. 
Op het einde van september 1918 begon het tegenoffensief van de geallieerden in de Westhoek. Ook nu kwamen veel vluchtelingen aan in Tielt. Eind september en begin oktober vielen de eerste geallieerde bommen bij het station van Tielt.  Op zaterdag 12 oktober vergaderde de Duitse legerleiding voor een laatste keer in Tielt. In de vroege morgen van 19 oktober verlieten de laatste Duitsers de stad na een kanonnengevecht met de Fransen. Die trokken Tielt nog diezelfde morgen binnen en werden uitbundig onthaald door de bevolking. De volgende dagen namen de vluchtelingenstromen weer toe vanuit het oosten. 
Naast de bombardementen en de nu toenemende honger sloeg ook de Spaanse griep toe in oktober-november 1918. De dertig bombardementen op Tielt door de Duitsers en geallieerden vernielden 82 huizen totaal en 38 gedeeltelijk. De oorlog en de Spaanse griep veegden een kleine 10 procent van de bevolking weg.

### Interbellum
De economische wereldcrisis van 1929-30 sloeg ook toe in Tielt. De linnenweverijen waren praktisch volledig aangewezen op de uitvoer, en die stortte nu uit elkaar. In 1932 was 45 procent van de wevers werkloos geworden. De internationale spanningen die voorafgingen aan de Tweede Wereldoorlog lieten zich ook voelen in Tielt. De Belgische regering besliste om de mannen onder de wapens te roepen. Op 1 september 1939 mobiliseerde de Belgische regering voor een tweede keer na de Duitse aanval op Polen.

### Tweede Wereldoorlog

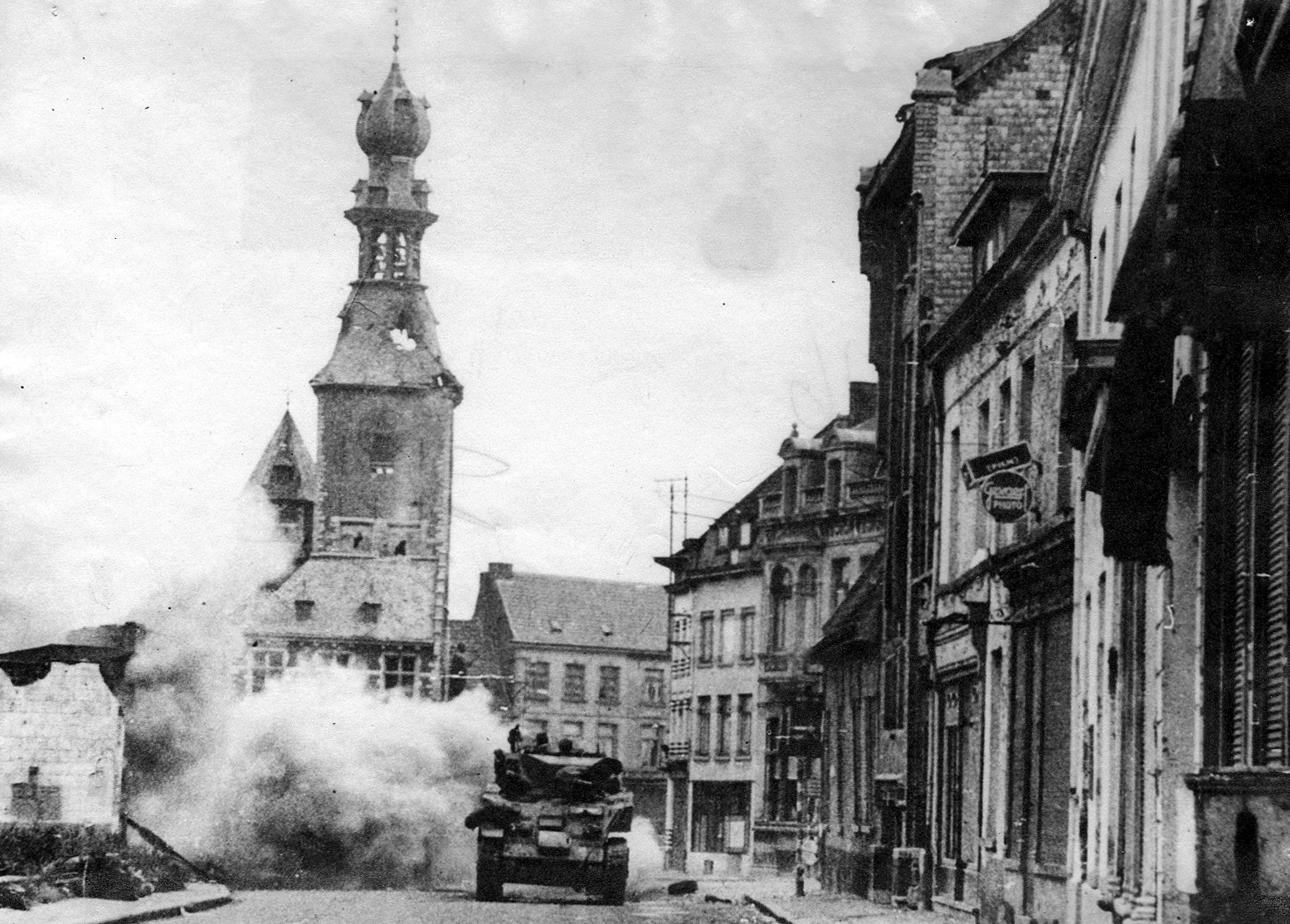
Poolse tank in Tielt

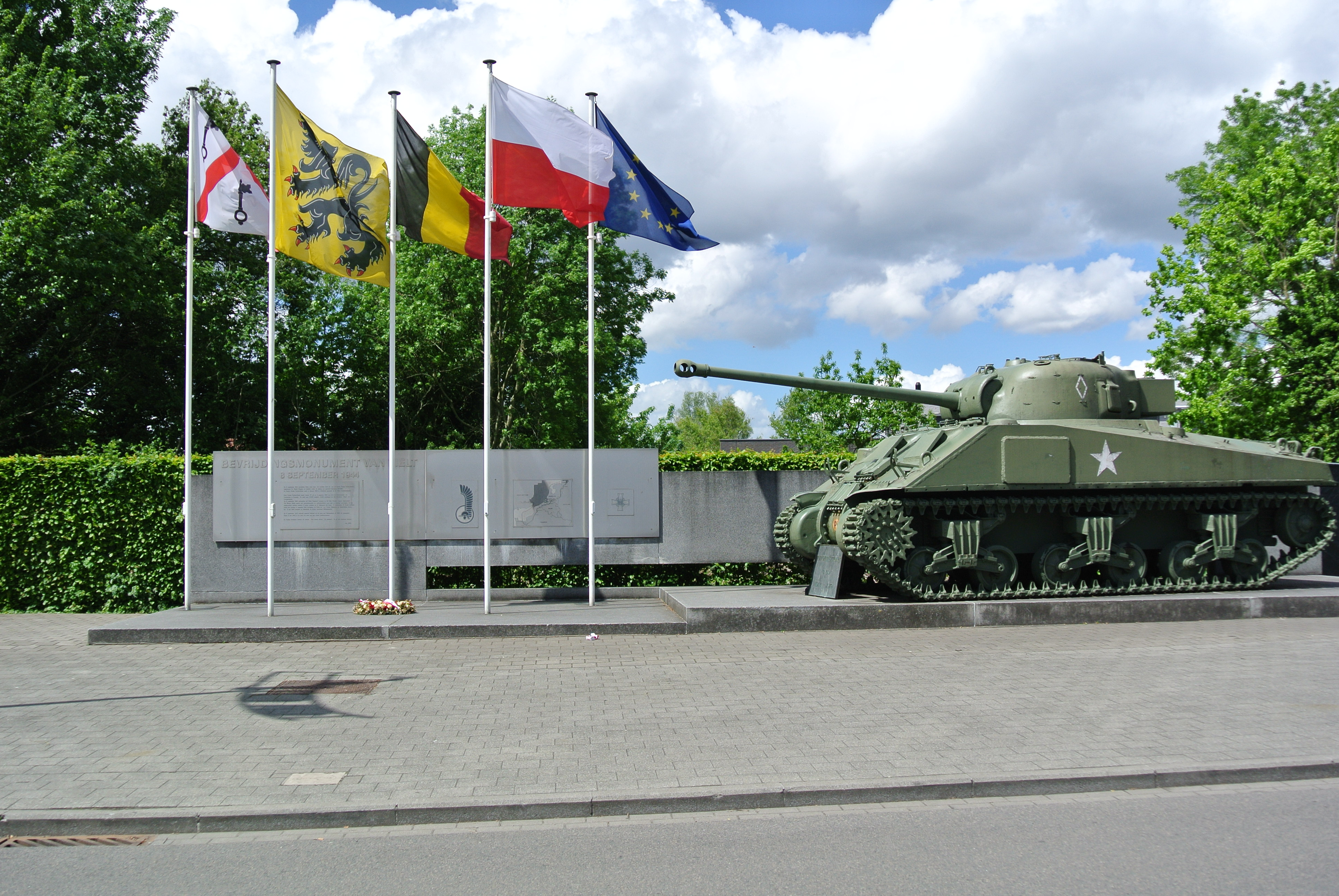
Het Bevrijdingsmonument Tielt ter nagedachtenis van de Poolse bevrijding van de stad tijdens de Tweede Wereldoorlog

In de morgen van 10 mei 1940 vlogen de eerste Duitse vliegtuigen over Tielt. Nauwelijks enkele uren later passeerden Franse troepen door de stad. De mensen kwamen in paniek op straat bijeen; de herinneringen aan de Eerste Wereldoorlog waren nog levendig. Ook nu kwamen weer grote groepen vluchtelingen aan in Tielt. Na de vluchtelingenstromen passeerde op 20 mei het terugtrekkende Belgische leger door Tielt. Boven Tielt nam het luchtverkeer toe. Op 23 mei kreeg Tielt zijn eerste luchtaanval te verduren: de Luftwaffe bombardeerde de stad op een vijftal plaatsen in het centrum. Op 25 mei volgde een tweede reeks Duitse bombardementen. De Duitse legerleiding mikte op het vernietigen van wegen die naar het front leidden en wilde de stad klaarmaken voor een bestorming van hun snel oprukkende troepen. Op 26 mei passeerde er weer veel verkeer door Tielt, en dit zorgde ervoor dat de Duitsers de stad nog meer bestookten. Deze bombardementen waren de zwaarste van allemaal. In de late avond van 26 mei infiltreerden de eerste Duitse soldaten in Tielt. Ze stootten op een Belgische colonne, wat leidde tot een intens vuurgevecht. Op 27 mei werd de stad ingenomen door de Duitsers. De Duitsers waren erg bang voor burgeraanvallen, en daarom behandelden ze de inwoners vaak ruw en namen ze ze mee als levend schild. In de namiddag was het strijdgewoel geluwd en de Duitse infanteristen trokken verder. Daarna gaf de Duitse legerleiding de inwoners weer de toestemming om op straat te komen. In de voormiddag van 28 mei gaf het Belgische leger zich over. 
De Duitse bezetting was helemaal niet te vergelijken met die van de Eerste Wereldoorlog. Duitse militairen overspoelden de stad toen vier jaar lang. Dit was nu geenszins het geval. De Tieltenaars kwamen het meest in contact met de Duitsers bij het aanwervingsbureau voor Belgische arbeiders in de Duitse industrie. Verder waren het aantal opeisingen minder, en honger, armoede of ziekte sloegen veel minder toe. Toch waren veel voedingsgewassen gerantsoeneerd. In Tielt woonden er ook geen Joden. 
Al in het einde van 1940 was de eerste Tieltse verzetsgroep ontstaan. Deze groep speelde informatie van militaire aard door naar de geallieerden. Ze deden ook enkele kleinere sabotagedaden. De onervarenheid van de leden van deze groep leidde echter tot heel wat arrestaties en terechtstellingen in 1942. Later kwamen heel wat mensen uit deze verzetsgroep in het Geheim Leger terecht. Na de geallieerde doorbraak in augustus 1944 in Normandië werd deze groep veel actiever. 
Geallieerde vliegtuigen hadden al op 25 juli 1944 de buurt rond het Tieltse station gebombardeerd. Begin september 1944 startte de bevrijding van België door de geallieerde troepen. Voor het 15de Duitse leger was Tielt behouden essentieel. Via Tielt en Ruiselede probeerden de Duitsers naar Aalter te ontkomen. Om die aftochtroutes open te houden, moesten Duitse eenheden het Tieltse centrum bezetten. De Poolse 1e Pantserdivisie onder leiding van generaal Maczek rukte op 8 september 1944 op naar Tielt. Ze stootten er op hevig Duits verzet, dat zich afspeelde rond de markt. De Polen kregen steun van het Geheim Leger. 25 Duitse soldaten sneuvelden en 125 werden als krijgsgevangen meegenomen.